# Корено (Луковиця)
Корено (словен. Kompolje) — поселення в общині Луковиця, Осреднєсловенський регіон, Словенія. 
Висота над рівнем моря: 560,8 м.